# Agostino Dodero (musicista)
Agostino Dodero (Genova, 10 settembre 1935 – Genova, 12 novembre 2022) è stato un fisarmonicista, organista e compositore italiano.

## Biografia
Nato nel 1935, incontrò la musica per la prima volta a tredici anni. La fisarmonica, sotto la guida del maestro Antonio Frixione, diventò la sua passione e, in breve tempo, egli riuscì a padroneggiarla dimostrando talento.
Dopo un anno divenne insegnante e successivamente organista nella chiesa di Sturla a Genova.
In questo periodo vide la luce la sua prima composizione: la danza russa Katia.
Si diplomò alla scuola Diocesana di musica sacra e a 20 anni era già direttore di un coro.
Nel 1965, dopo il matrimonio, si trasferì dal quartiere genovese di Boccadasse (lasciando la casa che fu poi di Gino Paoli) al quartiere di San Fruttuoso.

## Produzione e riconoscimenti
Compose più di 800 brani fra musica sacra, tradizionale e dialettale.
Collaborò con Nilla Pizzi e Katia Ricciarelli, e fu maestro di Cristiano De André. Brani delle sue canzoni sono incisi su lapidi a Sturla e nella chiesa di San Rocco di Camogli. Il suo successo più grande rimane l'Ave Maria zeneize (1964) su testo di Piero Bozzo, una preghiera in dialetto genovese che fu tradotta anche in tedesco, inglese, francese, portoghese, spagnolo e napoletano.
Armonizzò canti popolari e composizioni originali per diversi gruppi corali, tra i quali il Coro Monte Cauriol e il Coro Amici della Montagna di Genova. Quest'ultimo coro ha reso omaggio al Maestro Dodero incidendo nel 2005 un CD di canti da lui armonizzati, e pubblicando nel 2007 un fascicolo di spartiti musicali.

## Riconoscimenti
- Vincitore del Festival Nazionale della canzone italiana del Lago Trasimeno 1962
- Primo premio al Festival Nazionale Canzonissima del giovane 1965
- Primo premio al Festival della Canzone Genovese 1967